# تسي تين ياو
تسي تين ياو هو لاعب كرة قدم ومدرب كرة قدم صيني في مركز الوسط، ولد في 31 يوليو 1991 في هونغ كونغ في الصين. لعب مع Metro Gallery FC ‏.